# Pires de Saldanha de Sousa e Meneses
Aires de Saldanha de Meneses e Sousa (nome correto em documentação histórica) foi um administrador colonial português que exerceu o cargo de Capitão-General na Capitania-Geral do Reino de Angola entre 1676 e 1680, com nomeação em 27 de dezembro de 1674 e patente de 06 de julho de 1675, tendo sido antecedido por Francisco de Távora e sucedido por João da Silva e Sousa.